# Нова Экспресс
«Нова Экспресс» (англ. Nova Express) — роман Уильяма Берроуза, также известный под названием «Экспресс „Сверхновая“». «Нова Экспресс» является частью трилогии, куда входят также романы «Мягкая машина» и «Билет, который лопнул». «Голый завтрак» выступает своего рода приквелом этой книги.
«Нова Экспресс» является практически бессюжетным. При его написании Берроуз пользовался своей знаменитой техникой cut-up (техникой нарезок), совмещая внутри романа фрагменты различных текстов (среди прочего, здесь присутствуют фрагменты «Бесплодной земли» Томаса Элиота).

## Факты
- «Нова Экспресс» был номинирован на Премию Небьюла за лучший роман в 1965 году.
- В этом романе впервые было использовано словосочетание «хэви-метал».
- Дэвид Боуи сравнивал сюжет и стиль «Нова Экспресса» со своей историей про Зигги Стардаста[2].